# Губаль
Губаль (араб. مضيق جوبال‎, Maḑīq Jūbāl) — пролив между Синайским полуостровом и большими коралловыми рифами в Красном море, на северо-западе от мыса Рас-Мохаммед. Характеризуется сравнительно небольшими глубинами (до 40-50 м), средними течениями, а также — малообжитым побережьем, покрытым средневысотными горами.
Согласно роману Жюля Верна «20 000 лье под водой», именно через пролив Губаль «Наутилус» входил в Суэцкий залив.
В настоящее время залив пользуется популярностью среди дайверов по причине нахождения в нём интересных затонувших объектов. В проливе затонул корабль Тистлегорм.